# Carmelita Geraghty
Carmelita Geraghty (21 de marzo de 1901 - 7 de julio de 1966) fue una actriz estadounidense del cine mudo.

## Biografía
Nacida en Rushville, Indiana, su padre era el guionista Tom Geraghty, el cual había escrito historias para Douglas Fairbanks. Era hermana de los escritores Maurice Geraghty y Gerard Geraghty. Aunque nacida en Indiana fue educada principalmente en Nueva York. Posteriormente se graduó en la Hollywood High School. Contra el deseo de sus padres, se trasladó a Hollywood con la esperanza de convertirse en una estrella de cine.
Empezó a trabajar como extra a principios de los años veinte, usando un nombre ficticio hasta que le llegó su gran oportunidad. Fue seleccionada como una de las WAMPAS Baby Stars de 1924. Pronto se convirtió en una de las protagonistas femeninas favoritas de los directores. En una crítica de una de sus primeras películas en The New York Times se comentaba que Geraghty "da la única actuación digna de mención".
Cuando llegó el cine sonoro, la carrera de Carmelita empezó a declinar. Sus papeles fueron haciéndose cada vez más pequeños. Su última actuación en el cine fue en Phantom of Santa of Fe (1936). Después se retiró del cine para siempre. 
Diez años después de haber dejado el cine, llegó a ser una artista dotada. Su estilo de pintura era reminiscente del Impresionismo francés. En sus últimos años su producción fue expuesta en la Galería Weil de París.
Se casó con el guionista y productor de la MGM Carey Wilson, matrimonio que duró hasta la muerte de él en 1962. Carmelita Geraghty falleció a causa de un ataque cardíaco en 1966 en el Hotel Lombardy en Manhattan, Nueva York, a los 65 años de edad. 